# 世宗路
世宗路（セジョンノ、セジョンろ）は、ソウル特別市鐘路区にある法定洞である。世宗大路が中心を貫通しており、洞名も世宗大路の旧名である世宗路に由来する。
行政洞である清雲孝子洞・社稷洞・鐘路1.2.3.4街洞の管轄下にある。北には三清洞、東には八判洞・昭格洞・司諫洞・中学洞・清進洞・鐘路1街・瑞麟洞、南には中区太平路1街、西には新門路1街・唐珠洞・都染洞・積善洞・通義洞・昌成洞・孝子洞・宮井洞・清雲洞と接している。

## 名所
青瓦台、景福宮、政府ソウル庁舎、大韓民国歴史博物館、駐韓アメリカ合衆国大使館、世宗文化会館、教保文庫光化門本店、光化門広場、駐韓中華民国代表部、東亜日報が位置する。

## 交通

### 鉄道
- ソウル交通公社
  -  3号線
    - 景福宮駅

  -  5号線
    - 光化門駅

### 道路
世宗大路交差点で世宗大路と鐘路、新門内路が交わっている。